# 生駒宗勝
生駒 宗勝（いこま むねかつ）は、江戸時代の尾張藩士。尾張生駒家第7代当主。生駒利勝の次男。
兄の利章が寛文10年（1670年）12月21日に早世したために嫡男となる。家督を継ぎ尾張藩主徳川綱誠に仕えて大番頭となる。元禄13年（1700年）11月27日に没する。